# Der gestiefelte Kater – Abenteuer in San Lorenzo
Der gestiefelte Kater – Abenteuer in San Lorenzo (Originaltitel: The Adventures of Puss in Boots) ist eine US-amerikanische computeranimierte Comedyserie, die auf der Vorgeschichte des gestiefelten Katers basiert, der zuerst in der Shrek-Filmreihe auftauchte und 2011 dann einen eigenen Film erhielt. Die ersten Episoden wurden in den Vereinigten Staaten am 16. Januar 2015 auf Netflix veröffentlicht. In Deutschland hatte die Serie am 18. September 2015 auf Super RTL ihre Premiere. Die Serie wurde mit der sechsten Staffel, die in den USA am 26. Januar 2018 veröffentlicht wurde, beendet.

## Handlung
Der gestiefelte Kater gelangt in die verborgene Stadt San Lorenzo. Von der jungen Katze Dulcinea erfährt er, dass die Stadt von ihrem großen Goldschatz von einem Schutzschirm umgeben ist, damit niemand die Stadt sehen kann. Als der Kater jedoch eine Goldmünze als Souvenir aus der Schatzkammer entfernt, bricht er damit unabsichtlich den Zauber und öffnet damit die Tore für Diebe, die es auf den Schatz abgesehen haben. Er entschließt sich, die Stadt zu verteidigen, bis der Zauber erneuert werden kann.

## Hauptfiguren
- Der gestiefelte Kater: Er bezeichnet sich selbst als Held, Abenteurer und Wanderer. Er muss jedoch erkennen, dass er nicht perfekt ist, da er ziemlich überheblich sein kann. Für seine Freunde gibt der Kater jedoch alles.
- Dulcinea: Diese junge Katze arbeitet im Waisenhaus von San Lorenzo. Sie ist immer gut gelaunt und lebt nach dem „Lustigen Buch der Weisheiten“, das sie immer mit sich trägt.
- Artephius: Er ist ein Alchimist und wirkt oft etwas weltfremd. Er macht gerne Makramee-Eulen.
- Toby: Dieses Schwein ist eines der Waisenkinder und ein ziemlicher Fan des Katers. Mit seiner Verehrung treibt er ihn aber ziemlich in den Wahnsinn.
- Gurkino: Dieser Waisenjunge ist total von Gurken fasziniert.
- Vina: Dieses ebenfalls im Waisenhaus lebende Mädchen zeichnet sich durch eine gelangweilte Stimme und die Angewohnheit aus, überflüssige Informationen weiterzugeben. In der ersten Folge gesteht sie dem Kater, dass sie in Toby verliebt ist.
- Esmer: Dieses Mädchen ist eines der jüngsten Kinder im Waisenhaus. Sie liebt den Kater ganz besonders.
- Krübel: Sie ist ein Koboldmädchen und wurde von der bösen Herzogin dazu benutzt, den Kater zu täuschen. Durch sein Vertrauen wird sie jedoch wirklich eine Freundin.
- Bürgermeister Temoroso: Der Bürgermeister von San Lorenzo ist zwar pflichtbewusst, doch ein ziemlicher Feigling. Sobald Gefahr droht, versteckt er sich in einem Fass.
- Die Herzogin/Maldonna: Sie ist eine böse Alchemistin und eine alte Feindin des gestiefelten Katers. Sie wirft ihm stets vor, sie habe durch ihn ein Bein verloren, wobei sie allerdings immer aus Versehen das gesunde Bein herzeigt. Sie hatte auch mal eine Beziehung mit Artephius. Später stellt sich heraus, dass sie in Wahrheit eine Hexe ist und ihr Gedächtnis von ihren drei Schwestern gelöscht wurde. Sie erlangt ihr Gedächtnis wieder.
- Die Sphinx: Ursprünglich bewachte dieses mystische Wesen eine magische Sanduhr, doch dieser Job wurde ihr allmählich langweilig. Nun bewacht sie San Lorenzo.

## Synchronisation
Die deutsche Synchronisation entsteht unter der Dialogregie von Frank Schröder durch die Synchronfirma Deutsche Synchron Film in Berlin.
| Figur                  | Originalsprecher | Deutscher Sprecher        |
| ---------------------- | ---------------- | ------------------------- |
| Der gestiefelter Kater | Eric Bauza       | Sebastian Christoph Jacob |
| Dulcinea               | Jayma Mays       | Yvonne Greitzke           |
| Artephius              | Paul Rugg        | Rainer Gerlach            |
| Toby                   | Joshua Rush      | Tim Kreuer                |
| Gurkino                | Candi Milo       | Dirk Petrick              |
| Vina                   | Grey Griffin     | Peggy Pollow              |
| Pajuna                 | Laraine Newman   | Gabrielle Scharnitzky     |
| Esmer                  | Ariebelle Makana | Maria Hönig               |
| Krübel                 | Candi Milo       |                           |
| Bürgermeister Temoroso | Carlos Alasraqui | Sven Gerhardt             |
| Die Herzogin           | Maria Bamford    | Katharina Lopinski        |
| Die Sphinx             | Grey DeLisle     | Svantje Wascher           |

## Kritik
Die Website The A.V. Club listete die Serie in ihrer Liste der unnötigsten Serien des Jahres 2015 auf. Der gestiefelte Kater wird als offensichtliche Kopie der Animationsserie Kung Fu Panda bezeichnet, der es an der Energie des Original-Films fehle. Besonders kritisiert werden dabei der fehlende Witz der Hauptfigur und die blassen Nebenfiguren.